# Arterias vesicales superiores
Las arterias vesicales superiores son arterias que se forman a partir de las arterias umbilicales. Pueden presentar ramas como la arteria del conducto deferente o una rama púbica.

## Distribución
Se distribuyen hacia la vejiga urinaria, uraco y uréter.